# Paratalanta aureolalis
Paratalanta aureolalis là một loài bướm đêm trong họ Crambidae.